# Công Binh, la longue nuit indochinoise
Công binh - La longue nuit Indochinoise (tạm dịch Công Binh,đêm đen dài của Đông Dương) phim điện ảnh Pháp, dựa trên cuốn sách của nhà báo Pháp Pierre Daum của đạo diễn gốc Việt Lâm Lê. Thời lượng: 116 phút, công chiếu tại Pháp 30/1/2013.

## Nội dung
Ngay trước khi Đại chiến Thế giới lần thứ II nổ ra (năm 1939), 20 000 người Việt Nam ở Đông Dương bị trưng tập để đưa sang Pháp làm việc trong các xưởng sản xuất vũ khí của Pháp. Bị nhầm với lính, bị kẹt lại sau khi Pháp thua trận trong Thế chiến II, những người thợ được gọi là Công binh này sống một cuộc sống cùng khổ suốt thời kỳ Pháp bị chiếm đóng. Dù ở Việt Nam họ bị coi là những kẻ phản bội, họ đã hết lòng ủng hộ Hồ Chí Minh trong công cuộc dành độc lập cho quê hương năm 1945. Vài người còn sống hôm nay kể lại câu chuyện đời mình.

## Giải thưởng
- Giải thưởng Ban giám khảo Liên hoan phim quốc tế Lịch sử Pessac năm 2012
- Giải thưởng đặc biệt của ban giám khảo Liên hoan phim quốc tế Amiens trong năm 2012